# Fusarium venenatum
Fusarium venenatum es un microhongo del género Fusarium que tiene un alto contenido de proteína. Una de sus cepas se utiliza comercialmente para la producción de la micoproteína unicelular Quorn.
Fusarium venenatum fue descubierto en el suelo de Buckinghamshire en Reino Unido en 1967. Fue un hallazgo de la compañía ICI como parte de su iniciativa para encontrar fuentes alternativas de alimentos para llenar el vacío de proteína causado por el crecimiento de la población mundial. Se identificó erróneamente al principio como Fusarium graminearum.
La cepa Fusarium venenatum A3/5 (IMI 145425, ATCC PTA-2684) fue producida comercialmente por ICI y Rank Hovis McDougall en un proyecto conjunto para derivar una micoproteína que se pudiese usar como alimento. Debido a que la hifa del hongo se aproxima a las proporciones de la fibra muscular animal, la micoproteína se usa como alternativa a la carne y se distribuye dentro del mercado de la comida vegetariana bajo el nombre comercial Quorn. También es posible utilizarlo como sustituto de cereales y de las grasas en productos lácteos.

## Producción comercial
El Fusarium venenatum cultivado para usar en productos Quorn necesita condiciones aeróbicas en recipientes especiales, en lo que se conoce como «Proceso de Quorn». Los recipientes consisten en dos cilindros verticales de alrededor de 50 metros de alto, conectados en su parte superior e inferior para formar un ciclo continuo con un volumen de aproximadamente 150 m³. Algunas aperturas estratégicas en el recipiente permiten que se añadan o sustraigan ingredientes. El caldo de cultivo está compuesto en un 95% de glucosa, derivada a través de la predigestión de almidón de maíz. Se añaden potasio, magnesio y fuentes de fosfato como minerales necesarios para la composición. Se puede inyectar caldo de cultivo en la base del recipiente a medida que se extrae material. El caldo se mantiene en un pH de 6 y a una temperatura de 28–30 °C, con una densidad de biomasa de 15 gramos por litro; lo que equivale a una biomasa total de 2 250 kg por recipiente de cultivo.
A medida que el cultivo crece, se produce dióxido de carbono que se ventila por la parte superior del recipiente. Un intercambiador de calor, ubicado en la unión entre las torres en la base, permite expulsar el calor sobrante generado por el cultivo. Una de las dos torres está equipada con un tubo aspersor, también en la base. A través de este tubo se inyectan aire y amoníaco con el fin de proporcionar el oxígeno y el nitrógeno necesarios para la respiración celular y la producción de proteína. Esta inyección de gas provoca que las torres funcionen como recipiente de cultivo con levantamiento por aire. El caldo circula sin interrupción entre las dos torres: el aspersor lo impulsa hacia arriba en una torre, y se precipita al llegar a la otra. Este método de mezclado puede ser preferible para cultivos biológicos, ya que hay menos riesgo de dañar las membranas celulares por abrasión o compresión mecánica. El cultivo más denso de Fusarium venenatum cae a la base del recipiente, donde se extrae y se calienta a 64 °C durante 20 minutos. Se utilizan filtros para cosechar el Fusarium venenatum, y después este se seca para que sea mezclado. La mayoría de los productos Quorn utilizan clara de huevo para mantener su integridad estructural, por lo que son incompatibles con la dieta vegana.
Los recipientes contienen 230 toneladas de caldo debido a la mayor densidad de la glucosa. Se extraen 30 toneladas de caldo cultivado por hora. La concentración de masa dentro del caldo durante la filtración fluctúa entre el 1.5% (la densidad estándar del recipiente) y el 25–30% (m/v), lo que equivale a un índice de producción estándar de 292 kilogramos hidratados por hora, o 7 toneladas hidratadas por ciclo de 24 horas. Esto da un índice de concentración del recipiente de aproximadamente 13% m/m por hora. La masa seca contiene un 25% de pared celular, un 48% de proteína, un 12% de carbohidrato soluble y un 12% de grasa. El contenido de proteína total varía entre el 43 y 85%.
La única empresa productora de biomasa inactivada de Fusarium venenatum a agosto de 2020 es Marlow Foods Inc., es además la depositaria de la denominación "mycoprotein" incluso cuando la misma se utiliza en literatura académica para referirse a la biomasa inactivada de Fusarium venenatum y otros hongos filamentosos.
Existen varios proyectos relacionados con la producción de biomasa inactivada de Fusarium venanatum, en Argentina la empresa Kernel Mycofoods se encuentra liderando la iniciativa de la producción como ingrediente para la provisión de industrias alimenticias.

## Control alimentario
En Reino Unido, el Ministerio de Agricultura, Pesca y Alimentación aprobó la venta de la micoproteína como alimento en 1985.